# Tapatora
Tapatora är en ö i Finland. Den ligger i sjön Näsijärvi och i kommunen Tammerfors i den ekonomiska regionen Tammerfors och landskapet Birkaland, i den södra delen av landet, 160 km norr om huvudstaden Helsingfors. Öns area är 0,7 hektar och dess största längd är 200 meter i öst-västlig riktning.